# Pengar

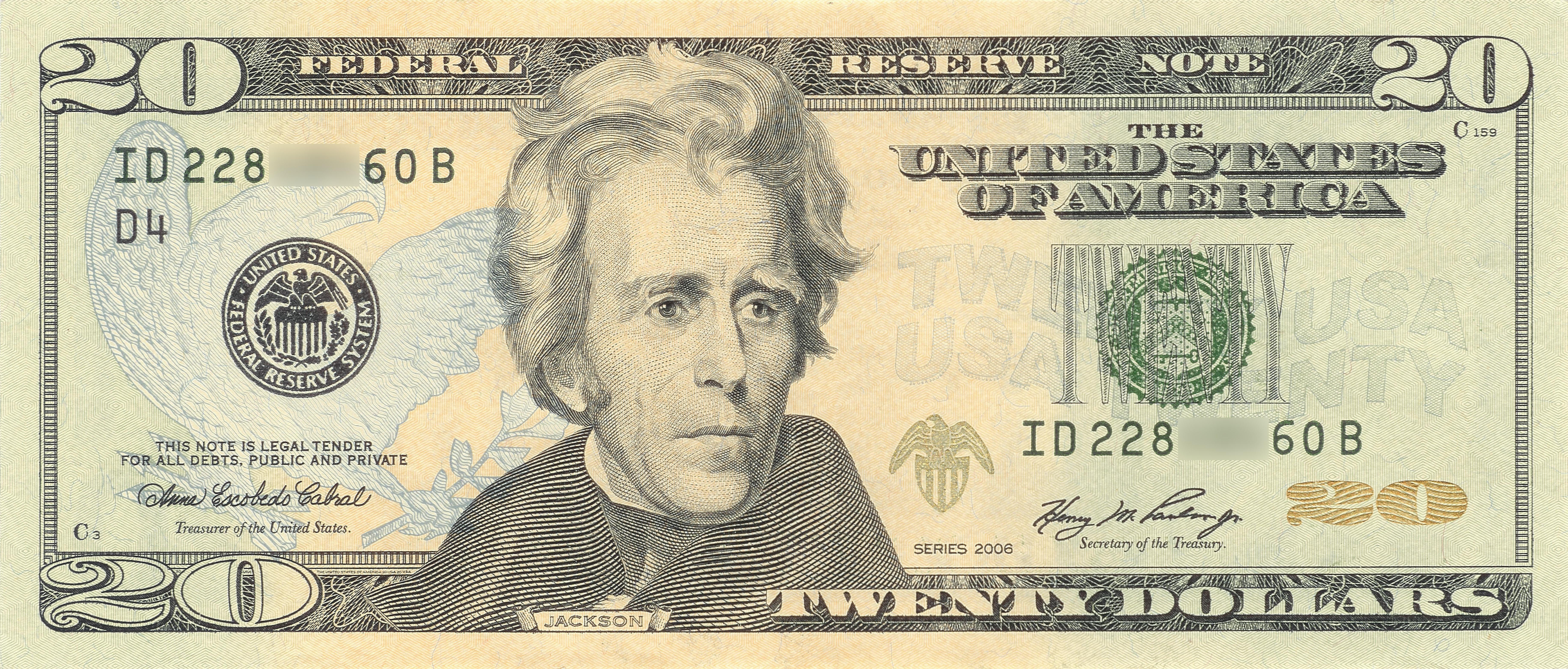
En 20-dollarsedel från USA

Pengar är ett allmänt accepterat betalningsmedel. Penningväsen är ett gemensamt system för värdering och utbyte av varor och tjänster samt för sparande. Pengar består av utbytbara och lagringsbara kontanter samt bankers överförbara och utbytbara digitala skuldebrev. Kontanter delas in i monetära enheter, även kallat valutaenhet, som används som måttenheter för värde, till exempel kronor och ören. De vanligaste kontanterna är mynt och sedlar. En vanlig teknik för överföring av bankers digitala skuldebrev är bruk av kredit- eller bankkort. Även checkar används som pengar. Pengars ekonomiska värde över tid, så kallad värdebeständighet, liksom ett samhälles penningväsen garanteras och regleras oftast av en stat. Statliga pengar kallas för valuta. Med pengar kan även avses digital valuta. Kontanter utfärdas normalt av centralbanker medan digitala skuldebrev som används som pengar ges ut av banker.
Sammanhängande med begreppet pengar är det ursprungliga begreppet pekunjär eller pekunier från latinets pecus = boskap och pecunia = förmögenhet.

## Definition och funktion
Pengar är ett allmänt accepterat betalningsmedel. I dagligt tal kan dock pengar definieras som värdebevarare eller värdemätare, vilket dock inte är essensen hos pengar, även om det tidigare kan leda till att en vara blir pengar och att pengar oftast blir en värdemätare och att dessa funktioner är väldigt viktiga för en konkurrenskraftig penning-vara.

### Bytesekonomier
I bytesekonomier måste en person, för att sälja en vara, hitta en köpare som är beredd att betala med något som säljaren vill ha. Detta problem, att köparen och säljaren är tvungna att ha motsatta preferenser för att kunna handla ("double coincidence of wants"), kan lösas av någon av parterna genom att först byta till sig en vara som den andra kan tros vilja ha. När en person väljer att sälja sina varor, inte för att personen vill ha det som köps för sin egen skull, utan för att kunna byta till sig andra varor med vad personen bytt till sig, då är en penningekonomi på väg att födas.
Det finns dock inga belägg för att något samhälle använt sig av bytesekonomi i någon större utsträckning. När bytesekonomier uppstått har det skett mellan främlingar eller potentiella fiender. Tankeexperimenten som ofta används för att förklara pengarnas funktion i relation till bytesekonomier kan därför ses som sagor.
Istället har man mellan vänner och bekanta mer förlitat sig på gåvor och informella skulder. Den som har haft överskott har givit det till vänner och förväntat sig något i gengäld senare, såsom varor, tjänster eller lojalitet, vilket i brist på pengar inte kunnat beräknas.

### För- och nackdelar med penningekonomi
Fördelen med en penningekonomi är att det blir lättare för varje person att hushålla med sina resurser, att det blir enklare att kunna veta var man kan tjäna mest pengar och att ekonomiska transaktioner kan skötas oberoende av sociala relationer och hänsyn. Det sistnämnda har betydelse för att minska transaktionskostnaderna.
De flesta tidiga pengasystem baserades på vikten av ädelmetaller, framförallt silver och guld. Dessa är ursprunget till dagens mynt. Genom historien har dock många varor använts som valuta till exempel snäckskal, salt, djurhudar, stora stenar, tobak, boskap, cigaretter (i krigsläger) och fiskekrokar. Ofta har valutasystemet dock i första hand använts som en räkneenhet (myntmängden kan ha varit obetydlig i förhållande till den ekonomiska aktiviteten) eller som ett substitut för en icke-tillgänglig valuta (såsom i fallet med cigaretter).
När det finns flera valutor samtidigt i ett samhälle uppkommer tendenser till att folk föredrar en framför de andra. Detta sker eftersom transaktioner blir lättare att genomföra ju färre valutor som används. Det beror i sin tur på skalfördelar och nätverkseffekter.
Det som i slutändan blir till valuta brukar uppvisa vissa typiska egenskaper; hållbarhet, högt värde per viktenhet och proportionell minskning av värdet vid delning. Det kan också basera sig på endast tilltron till den institution som utfärdar pengarna.
Under den stora depressionen visade det sig att den senare formen var de mest framgångsrika pengarna.
Trots de stora fördelarna med penningekonomier finns även nackdelar. En nackdel är att transaktionskostnaderna kan öka i vissa fall; istället för att byta bort vara A, som man redan har, tvingas man först sälja vara A för pengar, för att sedan kunna köpa det som efterfrågas. Den som inte lätt kan sälja sitt arbete på marknaden kan tvingas till sysslolöshet och fattigdom (jfr lokala och alternativa valutor). En annan är att pengarna fjärmar användarna från den verklighet som kommer att påverkas av transaktionerna, effekter som uppenbart är orimliga (t.ex. gäldenärer som tvingas prostituera sig eller arbeta för slavlön) kommer att framstå som oberoende av dem.

## Ekonomiska egenskaper
Pengar betraktas som omfattande följande egenskaper, vilka summeras i ett engelskspråkigt rim som finns i äldre böcker i ekonomi: "Money is a matter of functions four, a medium, a measure, a standard, a store.". På svenska: "Pengar är en fråga om fyrtal utan aber, ett medium, en enhet, en standard, ett lager." Det vill säga, pengar fungerar som ett medium för utbyte, en ekonomisk enhet, en standard för betalning och som ett sätt att "lagra" värde på.

## Symboler för olika valutor
| Symbol | Namn               | Valutakod |
| ------ | ------------------ | --------- |
| €      | Euro               | EUR       |
| £      | Brittiska pund     | GBP       |
| $      | Amerikanska dollar | USD       |
| kr     | Svensk krona       | SEK       |
| ₹      | Indisk rupie       | INR       |
| ₽      | Rysk rubel         | RUB       |
| ¥      | Japanska yen       | JPY       |
| ₪      | Israeliska shekel  | ILS       |
| تومان  | Persiska Toman     |           |
| ¥      | Kinesiska yuan     | CNY       |
| ฿      | Thailändsk baht    | THB       |
| ฿      | Bitcoin            | BTC       |
| zł     | Polsk zloty        | PLN       |

## Betalningsmedel
Det gemensamma värdesystemet får en ytterligare fördel när det kan användas som betalning. Man kan då handla med okända utan att ha lämpliga bytesvaror. Värderingssystem baserade på faktiska varor kan användas som betalningsmedel direkt utan mellansteg För mer abstrakta värderingssystem behöver man någon som kan tillverka och kontrollera bytesmedlen, vilket typiskt är uppgiften för en centralbank.
För att pengar ska fungera som betalningsmedel måste pengarna vara delbara i mindre enheter, deras värde någorlunda konstant, deras form standardiserad så att deras värde lätt säkerställs, de måste vara godkända på tillräckligt många platser för att kunna bytas mot andra varor, och de måste vara lätta att ta med sig.

## Värdelagring
Pengar kan också användas som värdelagring. Över kortare tider, såsom mellan skördarna, fungerar kredit utan penningar för att kompensera för tider utan inkomster, men i många sammanhang är pengar ett praktiskt sätt att spara tillfälliga överskott till senare. Värdelagringens kvalitet beror på prisnivån. Det blir problem med denna egenskap hos pengar om valutan drabbas av inflation.

## Penningpolitik
Penningpolitik är en av de två delar som den ekonomiska politiken generellt sett brukar delas upp i. Den andra delen kallas för finanspolitik. Penningpolitik handlar om att reglera penningmängden i ekonomin och hur hög räntan ska vara. Penningpolitiken kan styras av landets regering eller av landets centralbank. I Sverige bedrivs penningpolitiken av Riksbanken, i Euroområdet av Europeiska centralbanken i samarbete med de nationella centralbankerna. I de flesta länder är penningpolitikens roll att försöka se till att ekonomin växer i en stadig takt och att inflationen hålls nere. I Sverige är penningpolitikens mål att hålla en låg och stabil inflationstakt. Om centralbanken upplever att inflationen är på väg att stiga kan den höja räntan och se till att det sker en avkylning i ekonomin, med dämpad ekonomisk aktivitet och lägre inflationstakt. Då centralbanken istället sänker räntan stimuleras konsumtion och investeringar, vilket i sin tur leder till att inflationstakten ökar. Räntor, valutakurser, valutaflöde, inflation och ekonomisk aktivitet samspelar internationellt på komplicerade sätt, vilket gör att penningpolitiken alltid är en balansgång mellan olika målsättningar och randvillkor.